# Alchenstorf
Alchenstorf är en ort och kommun i distriktet Emmental i kantonen Bern, Schweiz. Kommunen har 638 invånare (2023).